# Báránd
Báránd är en ort i Ungern.   Den ligger i provinsen Hajdú-Bihar, i den centrala delen av landet, 170 km öster om huvudstaden Budapest. Báránd ligger 87 meter över havet och antalet invånare är 2 728.
Terrängen runt Báránd är mycket platt. Runt Báránd är det ganska glesbefolkat, med 34 invånare per kvadratkilometer. Närmaste större samhälle är Püspökladány, 9,0 km väster om Báránd. Trakten runt Báránd består till största delen av jordbruksmark.